# ノドチャミユビナマケモノ
ノドチャミユビナマケモノ (学名: Bradypus variegatus) は中央アメリカ、ならびに南アメリカの新熱帯区に分布するミユビナマケモノの一種である。
4種のミユビナマケモノ種のなかでは最も広く、中央・南アメリカの森林に生息する。

体長はオス・メスともに42 - 80センチメートルほどで、他のナマケモノの種によく似ている。尾は比較的短く、2.5 - 9センチメートルしかない。成獣の体重は2.25 - 6.3キログラムで、オスとメスに大きな体格差はない。各足には3本の指があり、長い湾曲した爪が特徴。爪の長さは前足が7 - 8センチメートル、後足が5 - 5.5センチメートル程度。
頭は丸く、鼻は平たく、耳は目立たない。他のナマケモノと同様、ノドチャミユビナマケモノは、切歯や犬歯はなく、頬歯は単純な釘状である。また、胆のう、盲腸、虫垂もない。
体全体の毛色は灰褐色からベージュ色をしており、喉、顔の側面、額には濃い褐色の毛が生えている。顔の色は一般に淡く、目の下には非常に濃い毛の縞模様がある。
保護毛は非常に粗く硬く、その下にはるかに柔らかい下毛が密生している。毛の中央には髄質がなく、表面には無数の微細な亀裂がある。これらの割れ目には、Rufusia pillicola、Dictyococcus bradypodis、Chlorococcum choloepodisなど、多くの常在種の藻類が生息している。
藻類は一般的に若いナマケモノの毛には存在せず、逆に、老齢の個体では毛の外側のキューティクルが失われているため、存在しないこともある。
ナマケモノの毛はまた、豊富な真菌相を保有している。ナマケモノの毛に生える真菌のある菌株は、抗寄生虫、抗がん、抗菌の性質を持っていることが示されている。
その生息域の一部では、ノドチャミユビナマケモノは、ホフマンナマケモノの生息域と重なっている。このように重複している地域では、ミユビナマケモノはその他のナマケモノよりも小型で数が多く、森林内をより活発に移動し、より昼行性の活動を維持する傾向がある。

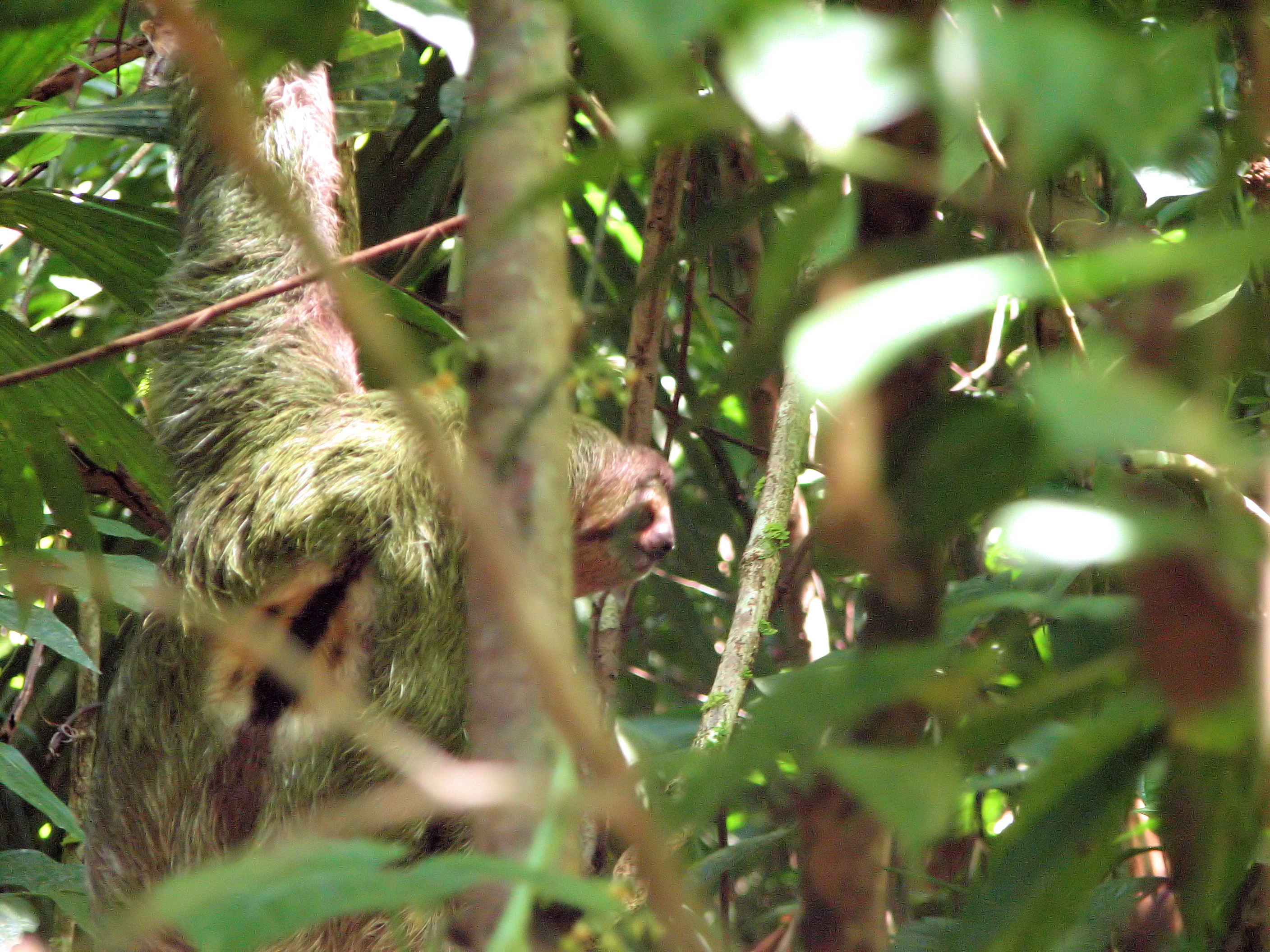
背中の間に黒いパッチを見せるオス
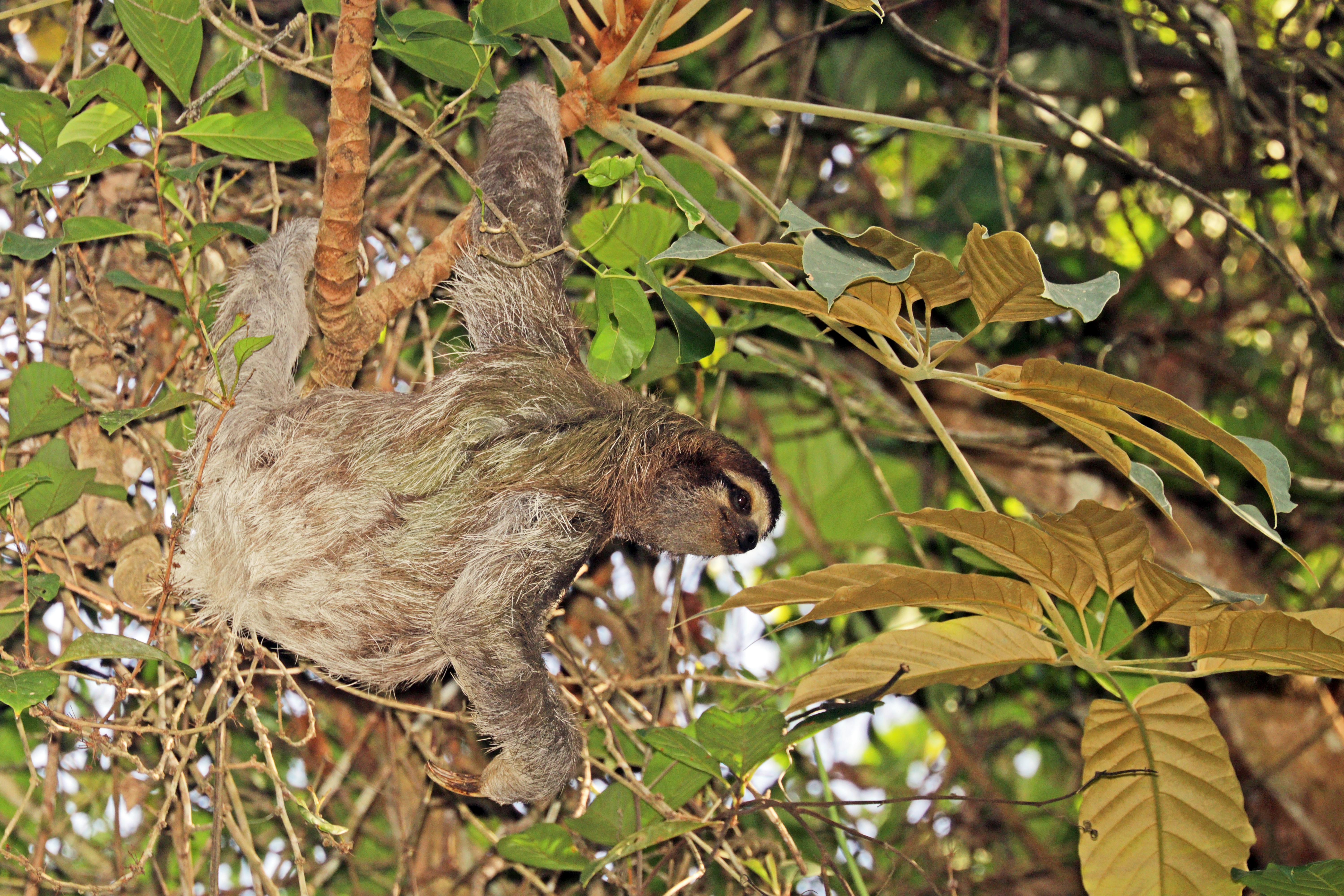
メス